# Eremogone ursina
Eremogone ursina är en nejlikväxtart som först beskrevs av Robins., och fick sitt nu gällande namn av S. Ikonnikov. Eremogone ursina ingår i släktet Eremogone och familjen nejlikväxter. Inga underarter finns listade i Catalogue of Life.

## Bildgalleri

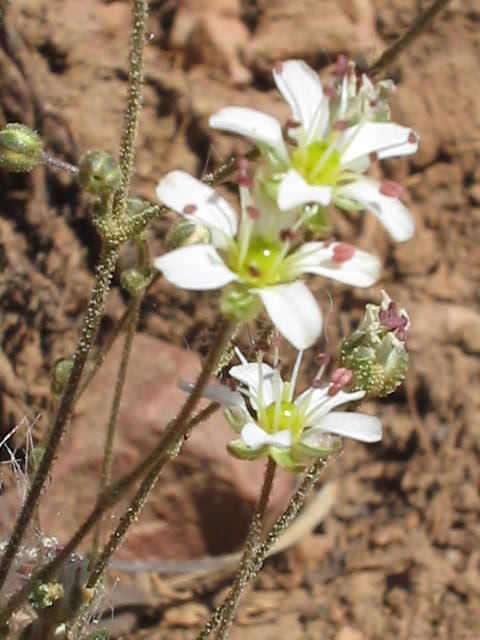
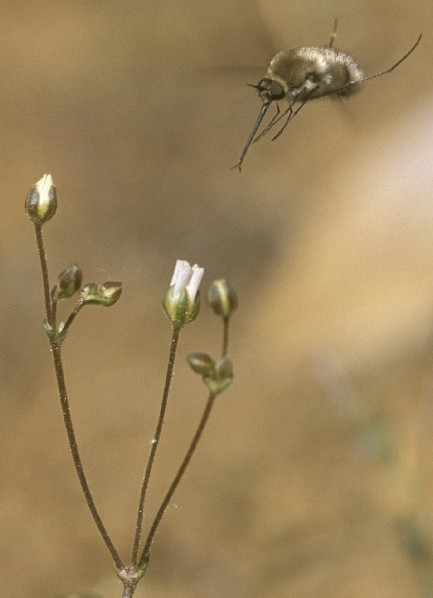